# Copa Mundial de Fútbol Sub-20 de 2025
La Copa Mundial Sub-20 de la FIFA 2025 será la XXIV edición de la Copa Mundial de Fútbol Sub-20. Se disputará en Chile en 2025,y será la segunda oportunidad en que este campeonato se realice en dicho país, luego de la edición de 1987.

## Elección de la sede
Las intenciones de Chile de organizar un campeonato de categoría FIFA como único anfitrión se manifestaron luego de su participación en la candidatura sudamericana para albergar la Copa Mundial de Fútbol de 2030, donde se excluyó finamente al país de la organización del torneo. Tras este episodio el presidente de la Federación de Fútbol de Chile, Pablo Milad, sostuvo una reunión con el presidente de la FIFA, Gianni Infantino, para barajar la posibilidad de albergar un campeonato en un futuro próximo, tras la cual se reveló que la FIFA apoyaría a Chile en una candidatura para organizar el Mundial Sub-20 de 2025, la cual se formalizó el día 6 de diciembre de 2023. Por otra parte, se habló de una posible candidatura de parte de Indonesia luego del retiro de la sede en 2023 y de haber organizado el Mundial Sub-17 del mismo año, la cual sería presentada en conjunto con Singapur, y que finalmente no fue formalizada.
El día 17 de diciembre de 2023, el Consejo de la FIFA aprobó en forma unánime a Chile como anfitrión de la Copa Mundial Sub-20 de 2025, confirmando también que la asignación de cupos por confederación para el campeonato se mantendrá sin cambios.

## Sedes
El día 18 de diciembre de 2023 por el presidente de la ANFP, Pablo Milad, 10 ciudades postularon para ser sede del campeonato, de las cuales serían escogidas entre 4 a 6, de acuerdo con los requerimientos de FIFA para torneos de este tipo. Inicialmente se consideró también la posibilidad de que la ciudad de Santiago pueda contar con más de un estadio.
Tras revelarse a principios de julio de 2024 que los organizadores del campeonato optarían por escoger ciudades cercanas entre sí, para minimizar los trayectos que deberían recorrer las selecciones participantes, las posibles sedes se redujeron a Viña del Mar, Valparaíso, Santiago, Rancagua y Talca. Finalmente, el 27 de julio se oficializó la información que confirmó a estas cinco ciudades como sedes del Mundial, y el 29 de julio, en una reunión telemática realizada desde la sede de la Federación de Fútbol de Chile, en Santiago, se les comunicó a los alcaldes de estas ciudades y gobernadores regionales de la decisión, tras ser aprobadas por la FIFA. 
A pesar de las confirmaciones iniciales, el 26 de noviembre de 2024 se dio a conocer que Viña del Mar fue retirada de la lista de sedes, debido a incumplimientos en los requisitos establecidos por la FIFA para albergar el campeonato.
| Chile                          | Chile                           | Chile                                    |
| Valparaíso                     | ValparaísoSantiagoRancaguaTalca | Santiago                                 |
| ------------------------------ | ------------------------------- | ---------------------------------------- |
| Estadio Elías Figueroa Brander | ValparaísoSantiagoRancaguaTalca | Estadio Nacional Julio Martínez Prádanos |
| Capacidad: 20 575              | ValparaísoSantiagoRancaguaTalca | Capacidad: 48 665                        |
|                                | ValparaísoSantiagoRancaguaTalca |                                          |
| Rancagua                       | ValparaísoSantiagoRancaguaTalca | Talca                                    |
| Estadio El Teniente            | ValparaísoSantiagoRancaguaTalca | Estadio Fiscal                           |
| Capacidad: 12 476              | ValparaísoSantiagoRancaguaTalca | Capacidad: 16 070                        |
|                                | ValparaísoSantiagoRancaguaTalca |                                          |

## Equipos participantes
En esta edición participarán 24 selecciones pertenecientes a las 6 confederaciones afiliadas a la FIFA. Los cupos para cada confederación se repartirán de la siguiente forma:
- UEFA: 5 cupos.
- Conmebol: 4 cupos + anfitrión.
- Concacaf: 4 cupos.
- CAF: 4 cupos.
- AFC: 4 cupos.
- OFC: 2 cupos.

En cursiva, los equipos debutantes en la Copa Mundial de Fútbol Sub-20.
| Clasificatorias | Clasificatorias | Clasificatorias | Clasificatorias | Clasificatorias | Clasificatorias |
| --------------- | --------------- | --------------- | --------------- | --------------- | --------------- |
| AFC             | CAF             | Concacaf        | Conmebol        | OFC             | UEFA            |

| Equipos participantes | Equipos participantes | Equipos participantes | Equipos participantes |
| --------------------- | --------------------- | --------------------- | --------------------- |
| Arabia Saudita        | Corea del Sur         | Italia                | Nueva Caledonia       |
| Argentina             | Cuba                  | Japón                 | Nueva Zelanda         |
| Australia             | Egipto                | Marruecos             | Panamá                |
| Brasil                | España                | México                | Paraguay              |
| Chile                 | Estados Unidos        | Nigeria               | Sudáfrica             |
| Colombia              | Francia               | Noruega               | Ucrania               |

### Sorteo
El sorteo para definir los grupos se llevó a cabo el 29 de mayo de 2025 en Santiago.
Los 24 equipos se sortearon en seis grupos de cuatro equipos, con el anfitrión Chile colocado automáticamente en el Bombo 1 y se ubicó en la primera posición del Grupo A.
La distribución de los bombos fue la siguiente:
| Bombo 1                                                               | Bombo 2                                                | Bombo 3                                         | Bombo 4                                                       |
| --------------------------------------------------------------------- | ------------------------------------------------------ | ----------------------------------------------- | ------------------------------------------------------------- |
| Chile (anfitrión) Italia Estados Unidos Corea del Sur Brasil Colombia | Nueva Zelanda Francia Ucrania Argentina Nigeria México | Japón España Sudáfrica Australia Panamá Noruega | Arabia Saudita Paraguay Egipto Cuba Marruecos Nueva Caledonia |

## Fase de grupos
- Los horarios corresponden al huso horario local de Chile.

### Grupo A
| Equipo        | Pts | PJ | PG | PE | PP | GF | GC | Dif |
| ------------- | --- | -- | -- | -- | -- | -- | -- | --- |
| Chile         | 0   | 0  | 0  | 0  | 0  | 0  | 0  | 0   |
| Nueva Zelanda | 0   | 0  | 0  | 0  | 0  | 0  | 0  | 0   |
| Japón         | 0   | 0  | 0  | 0  | 0  | 0  | 0  | 0   |
| Egipto        | 0   | 0  | 0  | 0  | 0  | 0  | 0  | 0   |

| 27 de septiembre de 2025 | Japón | vs. | Egipto | Estadio Nacional Julio Martínez Prádanos, Santiago |  |
| 17:00                    |       |     |        |                                                    |  |

| 27 de septiembre de 2025 | Chile | vs. | Nueva Zelanda | Estadio Nacional Julio Martínez Prádanos, Santiago |  |
| 20:00                    |       |     |               |                                                    |  |

| 30 de septiembre de 2025 | Egipto | vs. | Nueva Zelanda | Estadio Nacional Julio Martínez Prádanos, Santiago |  |
| 17:00                    |        |     |               |                                                    |  |

| 30 de septiembre de 2025 | Chile | vs. | Japón | Estadio Nacional Julio Martínez Prádanos, Santiago |  |
| 20:00                    |       |     |       |                                                    |  |

| 3 de octubre de 2025 | Egipto | vs. | Chile | Estadio Nacional Julio Martínez Prádanos, Santiago |  |
| 20:00                |        |     |       |                                                    |  |

| 3 de octubre de 2025 | Nueva Zelanda | vs. | Japón | Estadio Elías Figueroa Brander, Valparaíso |  |
| 20:00                |               |     |       |                                            |  |

### Grupo B
| Equipo        | Pts | PJ | PG | PE | PP | GF | GC | Dif |
| ------------- | --- | -- | -- | -- | -- | -- | -- | --- |
| Corea del Sur | 0   | 0  | 0  | 0  | 0  | 0  | 0  | 0   |
| Ucrania       | 0   | 0  | 0  | 0  | 0  | 0  | 0  | 0   |
| Paraguay      | 0   | 0  | 0  | 0  | 0  | 0  | 0  | 0   |
| Panamá        | 0   | 0  | 0  | 0  | 0  | 0  | 0  | 0   |

| 27 de septiembre de 2025 | Corea del Sur | vs. | Ucrania | Estadio Elías Figueroa Brander, Valparaíso |  |
| 17:00                    |               |     |         |                                            |  |

| 27 de septiembre de 2025 | Paraguay | vs. | Panamá | Estadio Elías Figueroa Brander, Valparaíso |  |
| 20:00                    |          |     |        |                                            |  |

| 30 de septiembre de 2025 | Panamá | vs. | Ucrania | Estadio Elías Figueroa Brander, Valparaíso |  |
| 17:00                    |        |     |         |                                            |  |

| 30 de septiembre de 2025 | Corea del Sur | vs. | Paraguay | Estadio Elías Figueroa Brander, Valparaíso |  |
| 20:00                    |               |     |          |                                            |  |

| 3 de octubre de 2025 | Panamá | vs. | Corea del Sur | Estadio Elías Figueroa Brander, Valparaíso |  |
| 17:00                |        |     |               |                                            |  |

| 3 de octubre de 2025 | Ucrania | vs. | Paraguay | Estadio Nacional Julio Martínez Prádanos, Santiago |  |
| 17:00                |         |     |          |                                                    |  |

### Grupo C
| Equipo    | Pts | PJ | PG | PE | PP | GF | GC | Dif |
| --------- | --- | -- | -- | -- | -- | -- | -- | --- |
| Brasil    | 0   | 0  | 0  | 0  | 0  | 0  | 0  | 0   |
| México    | 0   | 0  | 0  | 0  | 0  | 0  | 0  | 0   |
| Marruecos | 0   | 0  | 0  | 0  | 0  | 0  | 0  | 0   |
| España    | 0   | 0  | 0  | 0  | 0  | 0  | 0  | 0   |

| 28 de septiembre de 2025 | Marruecos | vs. | España | Estadio Nacional Julio Martínez Prádanos, Santiago |  |
| 17:00                    |           |     |        |                                                    |  |

| 28 de septiembre de 2025 | Brasil | vs. | México | Estadio Nacional Julio Martínez Prádanos, Santiago |  |
| 20:00                    |        |     |        |                                                    |  |

| 1 de octubre de 2025 | España | vs. | México | Estadio Nacional Julio Martínez Prádanos, Santiago |  |
| 17:00                |        |     |        |                                                    |  |

| 1 de octubre de 2025 | Brasil | vs. | Marruecos | Estadio Nacional Julio Martínez Prádanos, Santiago |  |
| 20:00                |        |     |           |                                                    |  |

| 4 de octubre de 2025 | España | vs. | Brasil | Estadio Nacional Julio Martínez Prádanos, Santiago |  |
| 17:00                |        |     |        |                                                    |  |

| 4 de octubre de 2025 | México | vs. | Marruecos | Estadio Elías Figueroa Brander, Valparaíso |  |
| 17:00                |        |     |           |                                            |  |

### Grupo D
| Equipo    | Pts | PJ | PG | PE | PP | GF | GC | Dif |
| --------- | --- | -- | -- | -- | -- | -- | -- | --- |
| Italia    | 0   | 0  | 0  | 0  | 0  | 0  | 0  | 0   |
| Australia | 0   | 0  | 0  | 0  | 0  | 0  | 0  | 0   |
| Cuba      | 0   | 0  | 0  | 0  | 0  | 0  | 0  | 0   |
| Argentina | 0   | 0  | 0  | 0  | 0  | 0  | 0  | 0   |

| 28 de septiembre de 2025 | Italia | vs. | Australia | Estadio Elías Figueroa Brander, Valparaíso |  |
| 17:00                    |        |     |           |                                            |  |

| 28 de septiembre de 2025 | Cuba | vs. | Argentina | Estadio Elías Figueroa Brander, Valparaíso |  |
| 20:00                    |      |     |           |                                            |  |

| 1 de octubre de 2025 | Italia | vs. | Cuba | Estadio Elías Figueroa Brander, Valparaíso |  |
| 17:00                |        |     |      |                                            |  |

| 1 de octubre de 2025 | Argentina | vs. | Australia | Estadio Elías Figueroa Brander, Valparaíso |  |
| 20:00                |           |     |           |                                            |  |

| 4 de octubre de 2025 | Argentina | vs. | Italia | Estadio Elías Figueroa Brander, Valparaíso |  |
| 20:00                |           |     |        |                                            |  |

| 4 de octubre de 2025 | Australia | vs. | Cuba | Estadio Nacional Julio Martínez Prádanos, Santiago |  |
| 20:00                |           |     |      |                                                    |  |

### Grupo E
| Equipo          | Pts | PJ | PG | PE | PP | GF | GC | Dif |
| --------------- | --- | -- | -- | -- | -- | -- | -- | --- |
| Estados Unidos  | 0   | 0  | 0  | 0  | 0  | 0  | 0  | 0   |
| Nueva Caledonia | 0   | 0  | 0  | 0  | 0  | 0  | 0  | 0   |
| Francia         | 0   | 0  | 0  | 0  | 0  | 0  | 0  | 0   |
| Sudáfrica       | 0   | 0  | 0  | 0  | 0  | 0  | 0  | 0   |

| 29 de septiembre de 2025 | Francia | vs. | Sudáfrica | Estadio El Teniente, Rancagua |  |
| 17:00                    |         |     |           |                               |  |

| 29 de septiembre de 2025 | Estados Unidos | vs. | Nueva Caledonia | Estadio El Teniente, Rancagua |  |
| 20:00                    |                |     |                 |                               |  |

| 2 de octubre de 2025 | Estados Unidos | vs. | Francia | Estadio El Teniente, Rancagua |  |
| 17:00                |                |     |         |                               |  |

| 2 de octubre de 2025 | Sudáfrica | vs. | Nueva Caledonia | Estadio El Teniente, Rancagua |  |
| 20:00                |           |     |                 |                               |  |

| 5 de octubre de 2025 | Sudáfrica | vs. | Estados Unidos | Estadio El Teniente, Rancagua |  |
| 17:00                |           |     |                |                               |  |

| 5 de octubre de 2025 | Nueva Caledonia | vs. | Francia | Estadio Fiscal, Talca |  |
| 17:00                |                 |     |         |                       |  |

### Grupo F
| Equipo         | Pts | PJ | PG | PE | PP | GF | GC | Dif |
| -------------- | --- | -- | -- | -- | -- | -- | -- | --- |
| Colombia       | 0   | 0  | 0  | 0  | 0  | 0  | 0  | 0   |
| Arabia Saudita | 0   | 0  | 0  | 0  | 0  | 0  | 0  | 0   |
| Noruega        | 0   | 0  | 0  | 0  | 0  | 0  | 0  | 0   |
| Nigeria        | 0   | 0  | 0  | 0  | 0  | 0  | 0  | 0   |

| 29 de septiembre de 2025 | Noruega | vs. | Nigeria | Estadio Fiscal, Talca |  |
| 17:00                    |         |     |         |                       |  |

| 29 de septiembre de 2025 | Colombia | vs. | Arabia Saudita | Estadio Fiscal, Talca |  |
| 20:00                    |          |     |                |                       |  |

| 2 de octubre de 2025 | Colombia | vs. | Noruega | Estadio Fiscal, Talca |  |
| 17:00                |          |     |         |                       |  |

| 2 de octubre de 2025 | Nigeria | vs. | Arabia Saudita | Estadio Fiscal, Talca |  |
| 20:00                |         |     |                |                       |  |

| 5 de octubre de 2025 | Nigeria | vs. | Colombia | Estadio Fiscal, Talca |  |
| 20:00                |         |     |          |                       |  |

| 5 de octubre de 2025 | Arabia Saudita | vs. | Noruega | Estadio El Teniente, Rancagua |  |
| 20:00                |                |     |         |                               |  |

### Mejores terceros
| Selección | Gr. | Pts | PJ | PG | PE | PP | GF | GC | Dif |
| --------- | --- | --- | -- | -- | -- | -- | -- | -- | --- |
| Japón     | A   | 0   | 0  | 0  | 0  | 0  | 0  | 0  | 0   |
| Paraguay  | B   | 0   | 0  | 0  | 0  | 0  | 0  | 0  | 0   |
| Marruecos | C   | 0   | 0  | 0  | 0  | 0  | 0  | 0  | 0   |
| Cuba      | D   | 0   | 0  | 0  | 0  | 0  | 0  | 0  | 0   |
| Francia   | E   | 0   | 0  | 0  | 0  | 0  | 0  | 0  | 0   |
| Noruega   | F   | 0   | 0  | 0  | 0  | 0  | 0  | 0  | 0   |

## Segunda fase

### Cuadro de desarrollo
|  | Octavos de final | Octavos de final |  |  | Cuartos de final             | Cuartos de final |  |  | Semifinales | Semifinales |  |  | Final | Final |
|  |                  |                  |  |  |                              |                  |  |  |             |             |  |  |       |       |
|  |                  |                  |  |  |                              |                  |  |  |             |             |  |  |       |       |
|  |                  |                  |  |  |                              |                  |  |  |             |             |  |  |       |       |
|  | Bandera de ?     |                  |  |  |                              |                  |  |  |             |             |  |  |       |       |
|  |                  |                  |  |  |                              |                  |  |  |             |             |  |  |       |       |
|  | Bandera de ?     |                  |  |  |                              |                  |  |  |             |             |  |  |       |       |
|  |                  |                  |  |  |                              |                  |  |  |             |             |  |  |       |       |
|  |                  |                  |  |  |                              |                  |  |  |             |             |  |  |       |       |
|  |                  |                  |  |  |                              |                  |  |  |             |             |  |  |       |       |
|  | Bandera de ?     |                  |  |  |                              |                  |  |  |             |             |  |  |       |       |
|  |                  |                  |  |  |                              |                  |  |  |             |             |  |  |       |       |
|  | Bandera de ?     |                  |  |  |                              |                  |  |  |             |             |  |  |       |       |
|  |                  |                  |  |  |                              |                  |  |  |             |             |  |  |       |       |
|  |                  |                  |  |  |                              |                  |  |  |             |             |  |  |       |       |
|  |                  |                  |  |  |                              |                  |  |  |             |             |  |  |       |       |
|  | Bandera de ?     |                  |  |  |                              |                  |  |  |             |             |  |  |       |       |
|  |                  |                  |  |  |                              |                  |  |  |             |             |  |  |       |       |
|  | Bandera de ?     |                  |  |  |                              |                  |  |  |             |             |  |  |       |       |
|  |                  |                  |  |  |                              |                  |  |  |             |             |  |  |       |       |
|  |                  |                  |  |  |                              |                  |  |  |             |             |  |  |       |       |
|  |                  |                  |  |  |                              |                  |  |  |             |             |  |  |       |       |
|  | Bandera de ?     |                  |  |  |                              |                  |  |  |             |             |  |  |       |       |
|  |                  |                  |  |  |                              |                  |  |  |             |             |  |  |       |       |
|  | Bandera de ?     |                  |  |  |                              |                  |  |  |             |             |  |  |       |       |
|  |                  |                  |  |  |                              |                  |  |  |             |             |  |  |       |       |
|  |                  |                  |  |  |                              |                  |  |  |             |             |  |  |       |       |
|  |                  |                  |  |  |                              |                  |  |  |             |             |  |  |       |       |
|  | Bandera de ?     |                  |  |  |                              |                  |  |  |             |             |  |  |       |       |
|  |                  |                  |  |  |                              |                  |  |  |             |             |  |  |       |       |
|  | Bandera de ?     |                  |  |  |                              |                  |  |  |             |             |  |  |       |       |
|  |                  |                  |  |  |                              |                  |  |  |             |             |  |  |       |       |
|  |                  |                  |  |  |                              |                  |  |  |             |             |  |  |       |       |
|  |                  |                  |  |  |                              |                  |  |  |             |             |  |  |       |       |
|  | Bandera de ?     |                  |  |  |                              |                  |  |  |             |             |  |  |       |       |
|  |                  |                  |  |  |                              |                  |  |  |             |             |  |  |       |       |
|  | Bandera de ?     |                  |  |  |                              |                  |  |  |             |             |  |  |       |       |
|  |                  |                  |  |  |                              |                  |  |  |             |             |  |  |       |       |
|  |                  |                  |  |  |                              |                  |  |  |             |             |  |  |       |       |
|  |                  |                  |  |  | Partido por el tercer puesto |                  |  |  |             |             |  |  |       |       |
|  | Bandera de ?     |                  |  |  |                              |                  |  |  |             |             |  |  |       |       |
|  |                  |                  |  |  |                              |                  |  |  |             |             |  |  |       |       |
|  | Bandera de ?     |                  |  |  |                              |                  |  |  |             |             |  |  |       |       |
|  |                  |                  |  |  |                              |                  |  |  |             |             |  |  |       |       |
|  |                  |                  |  |  |                              |                  |  |  |             |             |  |  |       |       |
|  |                  |                  |  |  |                              |                  |  |  |             |             |  |  |       |       |
|  | Bandera de ?     |                  |  |  |                              |                  |  |  |             |             |  |  |       |       |
|  |                  |                  |  |  |                              |                  |  |  |             |             |  |  |       |       |
|  | Bandera de ?     |                  |  |  |                              |                  |  |  |             |             |  |  |       |       |
|  |                  |                  |  |  |                              |                  |  |  |             |             |  |  |       |       |

## Estadísticas

### Tabla general
| Equipo | Equipo          | Pts | PJ | PG | PE | PP | GF | GC | Dif. | Rend. |
| ------ | --------------- | --- | -- | -- | -- | -- | -- | -- | ---- | ----- |
| 1      | Arabia Saudita  | 0   | 0  | 0  | 0  | 0  | 0  | 0  | 0    |       |
| 2      | Argentina       | 0   | 0  | 0  | 0  | 0  | 0  | 0  | 0    |       |
| 3      | Australia       | 0   | 0  | 0  | 0  | 0  | 0  | 0  | 0    |       |
| 4      | Brasil          | 0   | 0  | 0  | 0  | 0  | 0  | 0  | 0    |       |
| 5      | Chile           | 0   | 0  | 0  | 0  | 0  | 0  | 0  | 0    |       |
| 6      | Colombia        | 0   | 0  | 0  | 0  | 0  | 0  | 0  | 0    |       |
| 7      | Corea del Sur   | 0   | 0  | 0  | 0  | 0  | 0  | 0  | 0    |       |
| 8      | Cuba            | 0   | 0  | 0  | 0  | 0  | 0  | 0  | 0    |       |
| 9      | Egipto          | 0   | 0  | 0  | 0  | 0  | 0  | 0  | 0    |       |
| 10     | España          | 0   | 0  | 0  | 0  | 0  | 0  | 0  | 0    |       |
| 11     | Estados Unidos  | 0   | 0  | 0  | 0  | 0  | 0  | 0  | 0    |       |
| 12     | Francia         | 0   | 0  | 0  | 0  | 0  | 0  | 0  | 0    |       |
| 13     | Italia          | 0   | 0  | 0  | 0  | 0  | 0  | 0  | 0    |       |
| 14     | Japón           | 0   | 0  | 0  | 0  | 0  | 0  | 0  | 0    |       |
| 15     | Marruecos       | 0   | 0  | 0  | 0  | 0  | 0  | 0  | 0    |       |
| 16     | México          | 0   | 0  | 0  | 0  | 0  | 0  | 0  | 0    |       |
| 17     | Nigeria         | 0   | 0  | 0  | 0  | 0  | 0  | 0  | 0    |       |
| 18     | Noruega         | 0   | 0  | 0  | 0  | 0  | 0  | 0  | 0    |       |
| 19     | Nueva Caledonia | 0   | 0  | 0  | 0  | 0  | 0  | 0  | 0    |       |
| 20     | Nueva Zelanda   | 0   | 0  | 0  | 0  | 0  | 0  | 0  | 0    |       |
| 21     | Panamá          | 0   | 0  | 0  | 0  | 0  | 0  | 0  | 0    |       |
| 22     | Paraguay        | 0   | 0  | 0  | 0  | 0  | 0  | 0  | 0    |       |
| 23     | Sudáfrica       | 0   | 0  | 0  | 0  | 0  | 0  | 0  | 0    |       |
| 24     | Ucrania         | 0   | 0  | 0  | 0  | 0  | 0  | 0  | 0    |       |

## Símbolos y Mercadeo

### Logotipo
El emblema se reveló el 5 de febrero de 2025. Se inspira en la geografía y el patrimonio únicos de Chile. El diseño destaca elementos como la Cordillera de los Andes, el Océano Pacífico y los vibrantes colores de la cultura chilena, reflejando la profunda pasión de la nación por el fútbol. Se espera que el emblema tenga eco tanto entre la afición local como en la comunidad futbolística internacional.

### Mascota
La mascota fue revelada el 22 de mayo de 2025. Su nombre es Vito, una vizcacha característica de la región. Considerada sociable, encantadora y enérgica, este animal se asemeja a un conejo o una chinchilla.

## Derechos de transmisión
- Chile: Chilevisión[19]